# William S. Sadler

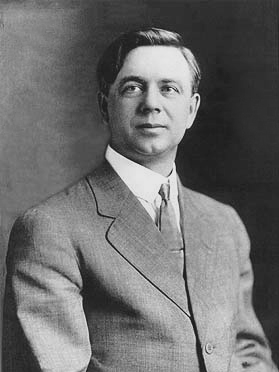
William S. Sadler (1914)

William Samuel Sadler (geboren am 24. Juni 1875 in Spencer, Indiana, USA; gestorben am 26. April 1969 im Alter von 93 Jahren in Chicago) war ein amerikanischer Chirurg, autodidaktisch gebildeter Psychiater und gilt als Hauptautor des Urantia-Buches. Das Buch beruht auf Aufzeichnungen der Texte eines Mediums, durch das, wie Sadler glaubte, nachts himmlische Wesen sprachen.

## Leben und Ausbildung
Sadler wurde am 24. Juni 1875 in Spencer, Indiana, als Sohn von Samuel Cavins Sadler und Sarah Isabelle Wilson geboren. Von englischer und irischer Abstammung, wuchs er in Wabash (Indiana) auf. Samuel schrieb seinen Sohn nicht auf einer öffentlichen Schule ein. Ungeachtet der mangelnden formalen Bildung, las Sadler als Kind viele Bücher über Geschichte und wurde schon in jungen Jahren ein geschickter öffentlichen Redner. Samuel wurde als religiöser Konvertit der Siebenten-Tags-Adventisten 1888 getauft.
1889 ging William Sadler nach Battle Creek (Michigan), wo er im Battle Creek Sanitorium als Hoteldiener und in der Küche arbeitete. Mit 16 Jahren besuchte er für ein Jahr das Battle Creek College. Beide Institutionen hatten enge Verbindungen zu den Siebenten-Tags-Adventisten und Sadler wurde von dem örtlichen adventistischen Arzt und Geschäftsmann, John Harvey Kellogg, betreut, dessen Ansichten Sadler stark beeinflussten. Sadlers erste Veröffentlichungen über Gesundheit waren dem holistischen Ansatz von John Kellogg ähnlich. Er verurteilte den Konsum von Tabak, Fleisch und Alkohol ähnlich. Trotzdem trank er später.
Sadler schloss das Battle Creek College 1894 ab und arbeitete anschließend für John Kelloggs Bruder William K. Kellogg als Vertreter für Gesundheitsnahrung. Sadler überzeugte William Kellogg, seine Produkte mittels Demonstrationen im Einzelhandel zu vermarkten. 1894 beaufsichtigte er den Aufbau der Life Boat Mission, einer Missionsstation, die Kellogg in der State Street in Chicago gründete. Sadler führte die Mission und publizierte das Life Boat Magazine, dessen Verkaufserlös für Kelloggs Chicago Medical Mission beabsichtigt war. Sadler trug auch Artikel zu anderen adventistischen Veröffentlichungen bei, wie auch Review and Herald. Etwa 1895 besuchte Sadler das
Moody Bible Institute in Chicago, wo er zum Evangelisten ausgebildet wurde. 1901 wurde er als Pfarrer ordiniert.
1897 heiratete Sadler John Kelloggs Nichte, die Krankenschwester Lena Celestia Kellogg. Ihr erstes Kind William wurde 1899 geboren, verstarb aber zehn Monate später. 1907 kam ihr zweites Kind, William S. Sadler Jr., zur Welt. Der Verlust des ersten Kindes veranlasste das Ehepaar, ihre Medizinerkarrieren voranzutreiben. 1901 zogen sie nach San Francisco und besuchten die medizinische Schule des Cooper Medical College. In San Francisco diente er als „Superintendent für Jugendlichenarbeit“ für die Kalifornien-Konferenz der Kirche und als Präsident der Medical Missionary Society. 1904 kehrten sie in den Mittleren Westen zurück, wo sie beide zwei Jahre später den Doktorgrad in Medizin erhielten. Sadler war ein früher Vertreter der Freudschen Psychoanalyse, obwohl er viele Ansichten Freuds über Sexualität oder Religion nicht akzeptierte.
1910 ging Sadler nach Europa und studierte ein Jahr Psychiatrie bei Sigmund Freud. Zwischen 1906 und 1911 versuchte Sadler, einen Patienten mit unüblichem Schlafverhalten zu therapieren, der im Schlaf zu Sadler sprach und behauptete, ein Außerirdischer zu sein. Sadler verbrachte Jahre damit, den schlafenden Mann zu beobachten, um das Phänomen zu erklären, und schließlich stellte er fest, dass der Mann nicht mental erkrankt war, und seine Worte echt. Die Identität des Mannes wurde nie bekannt, aber Spekulationen konzentrierten sich auf Sadlers Schwager Wilfred Kellogg. Über mehrere Jahre besuchten Sadler und seine Assistenten den Mann während er schlief, unterhielten sich mit ihm über Spiritualität, Geschichte und Kosmologie und stellten ihm Fragen. Eine große Zahl interessierter Menschen traf sich in Sadlers Haus, diskutierte die Antworten des Mannes und schlug weitere Fragen vor. Die Aussagen des Mannes wurden schließlich im Urantiabuch veröffentlicht und die Urantia Foundation gegründet, um Sadler bei der Verbreitung der Botschaft des Buches zu unterstützen. Es ist nicht bekannt, wer das Buch schrieb und bearbeitete, aber verschiedene Kommentatoren spekulierten, dass Sadler eine führende Rolle bei der Veröffentlichung spielte. Obwohl es nie zur Basis einer organisierten Religion wurde, erregte das Buch die Aufmerksamkeit von Anhängern, die sich dessen Studium hingaben und die Bewegung nach Sadlers Tod fortführten.

## Karriere
Im Jahr 1912 führten Sadler und seine Frau, nun beide Ärzte, eine Gemeinschaftspraxis in Chicago, die über einen kindermedizinischen und einen gynäkologischen Bereich verfügte. Anfänglich konzentrierte sich Sadler zusammen mit seiner Frau auf Chirurgie. Er erweiterte seine Tätigkeit 1930 und wurde beratender Psychiater am Columbus Hospital. Als Psychiater befürwortete eine eklektischen Mischung aus Techniken, die Theorien von Sigmund Freud, Carl Jung, Alfred Adler, und Adolf Meyer anwendend. Sadler glaubte, dass Religiosität der mentalen Gesundheit zuträglich sei und förderte speziell das Gebet, welches er für das effektivste in Bezug auf den christlichen Glauben hielt. Jedoch dachte er, dass religiöse Überzeugungen schädlich seien, wenn er auf Angst beruhten.
Sadler und seiner Frau zogen 1912 nach Chicago, Diversey Parkway, wo das Paar auch seine medizinische Praxis führte.
Er war ein Mitglied der American Association for the Advancement of Science und der medizinischen Associations inklusive der American Medical Association, der American Psychiatric Association, der American Pathological Society, und des American College of Surgeons. Sadler war auch Mitglied der Fakultät von McCormick Theological Seminary und lehrte pastorale Psychology. Er argumentierte, dass Pfarrer in grundsätzlicher Psychiatrie ausgebildet sein sollten, so dass sie Symptome mentaler Krankheit erkennen können. Seine Studenten erinnerten sich später an ihn als engagierten humorvollen Redner.
Sadler schrieb über viele Themen. 1909 publizierte er sein erstes Buch, eine evangelische Arbeit, genannt Self-Winning Texts, oder Bible Helps for Personal Work. In den 1910er Jahren arbeitete er regelmäßig jede Nacht an seinen Büchern, von denen die meisten persönliche Gesundheitsthemen behandelten. Viele von Sadlers Büchern konzentrierten sich auf populäre Selbsthilfethemen; der Historiker Jonathan Spiro schätzt Sadlers The Elements of Pep als ein „quintessentiales Buch der 1920er“. 1936 veröffentlichte Sadler Theory and Practice of Psychiatry, eine 1200-seitige Arbeit, in der er versuchte, eine verständliche Gliederung der Psychiatrie zur Verfügung zu stellen.
Sadler schrieb auch über Rassen und interessierte sich für Eugenik, worüber er mehrere Arbeiten verfasste.  In seinen Schriften argumentierte Sadler, dass einige Rassen auf einer niedrigeren Stufe der Evolution stünden – ähnlich den Neandertalern gegenüber den anderen damaligen Rassen – und folglich weniger zivilisiert und aggressiver seien. Sadler argumentierte, dass Alkoholismus und „Schwachsinnigkeit, Wahnsinn und Kriminalität“ erbliche Merkmale seien und dass jede, die diese besaßen, sich schneller vermehrten als „überlegene menschliche Geschöpfe“. Er fürchtete, dieser Umstand könnte die „Zivilisation, die wir an unsere Nachkommen vererben“ gefährden. Er glaubte auch, dass die Mehrzahl der Kriminellen mental krank seien.
Im Jahr 1907 begann Sadler, Vorträge über die Chautauqua-Erwachsenenbildung zu halten, in der Wanderredner über Selbsthilfe und Moral diskutierten. Sadler sprach oft über das Erreichen körperlicher und geistiger Gesundheit ohne Drogen. Er förderte Hydrotherapie und diskutierte moralische Probleme im Zusammenhang mit Männern. Sadler, seine Frau, deren Schwester und ein Freund bildeten eine vierköpfige Vortragsfirma, die zwei und drei Tages-Engagements vergab und manchmal von einem Orchester begleitet wurde. Zeitungen veröffentlichten günstige Bewertungen der Produktionen.
Nachdem der Erste Weltkrieg zu Ende war, kämpfte er gegen die gestiegene Popularität der Kommunikation mit den Toten, da dies eine Quelle falschen Trostes sei. In den 1910er und 1920er Jahren wurde der Versuch, angebliche Hellseher zu entlarven, zu einer von Sadlers bevorzugten Beschäftigungen.

## Urantia-Veröffentlichung
Gemäß der Ursprungsgeschichte des Urantia-Buchs konsultierte eine Frau Sadler irgendwann zwischen 1906 und 1911 wegen des Tiefschlafs ihres Ehemannes und bat Sadler, er solle ihn beim Schlafen beobachten. Er stellte fest, dass der schlafende Mann unnatürliche Bewegungen machte; angeblich sprach der Mann dann zu Sadler mit einer unnatürlichen Stimme und behauptete, ein „Besucher … von einem anderen Planeten“ zu sein. Beobachter mutmaßten, der Mann trage Nachrichten von anderen Lebewesen in sich. Sadler vermutete, dass die Äußerungen des Mannes aus seinen Gedanken stammten, und suchte eine wissenschaftliche Erklärung für dieses Phänomen.
Obwohl er den Mann psychiatrisch untersuchte, war es ihm nicht möglich, eine zufriedenstellende Diagnose zu stellen. Sadler und fünf andere besuchten den Mann anschließend regelmäßig und sprachen mit ihm, während dieser schlief. 1925 wurde im Haus des Patienten ein großes handgeschriebenes Dokument gefunden, Papiere sollen noch Jahre danach im Haus aufgetaucht sein. Sadler brachte die Schriftstücke in sein Haus und erlaubte niemandem, sie zu entfernen, obwohl es einigen erlaubt war, sie vor Ort zu lesen. Sadler vermutete, dass die Dokumente ein Produkt automatischer Handschrift aus dem Unterbewusstsein des Mannes waren, änderte jedoch seine Meinung nach weiteren Analysen. Bezüglich ihrer Authentizität bezog Sadler jahrelang nie öffentlich Stellung.
1924 fing Sadler an, Sonntagstee-Versammlungen in seinem Haus, in dem 50 Gäste untergebracht werden konnten, abzuhalten. Viele Teilnehmer arbeiteten in medizinischen Einrichtungen und hielten sich an eine fortschrittliche Ideologie. Die Gruppe hielt häufig ein Forum ab, um über den Patienten mit dem Schlafproblem zu diskutieren und Fragen für diesen zu entwickeln. Die Beobachter hielten den Namen des Mannes vor der Gruppe geheim, gaben aber einige seiner Aussagen weiter. Das Forum, das damals dreißig Mitglieder hatte, schloss seine Versammlungen 1925 für die Besucher und verlangte eine Verschwiegenheitserklärung. Sadler wies die Mitglieder an, das Gelernte nicht öffentlich zu machen, sagend, dass sie ein unvollständiges Bild von dem hatten, was vor sich ging. Er befürchtete auch, den Patienten Kritikern auszusetzen, wenn dessen Identität bekannt würde. Seine Identität wurde nie bestätigt, Joscelyn Godwin von der Colgate University und der Skeptiker Martin Gardner vertreten die Position, dass der Schlafende Mann Wilfred Kellogg, der Ehemann von Lenas Schwester Anna war.
Im Jahr 1935 kam Sadler unter Berufung auf ihre „Echtheit und Einsicht“ zu dem Schluss, dass die im Haus des schlafenden Patienten gefundenen Papiere keine Fälschungen waren, und führte an, dass der schlafende Mann kein Medium für die Toten sei, sondern von Lebewesen zur Kommunikation benutzt wurde. Papiere erschienen in den 1930er Jahren nicht mehr im Haus des Schlafenden; Sadler übernahm dann eine klare Rolle als Leiter der Diskussionsgruppe. Das Forum unterbrach seine Diskussionstreffen 1942, und das Urantia-Buch wurde 1955 veröffentlicht. Angeblich enthielt es Informationen von den himmlischen Wesen, die durch den schlafenden Mann gesprochen hatten. Das Urantia-Buch präsentierte sich als fünfte „epochale“ Offenbarung, die Gott der Menschheit gegeben hat, und erklärt, dass es der Zweck ist, der Menschheit zu helfen, sich zu einer höheren Lebensform zu entwickeln.
Bis zu ihrem Tod 1939 war Sadlers Frau Lena regelmäßig Teilnehmerin des Forums. Ein Mitglied widersprach später Sadlers Führung und behauptete, dass er nach dem Tod seiner Frau Machthunger habe. In den frühen 1950ern wurde die Urantia Foundation gegründet, um das Urantia-Buch zu veröffentlichen. Hubert Wilkins, ein Freund Sadlers, der ein großes Interesse an dem Buch hatte, steuerte die anfängliche Finanzierung für die Veröffentlichungskosten bei. Anstatt eine organisierte Religion zu schaffen, entschied sich die Führung der Stiftung für das, was sie „langsames Wachstum“ nannten, frühe Anhänger versuchten, die Menschen über die Lehren des Buches aufzuklären, statt eine kirchliche Organisation zu gründen. Sadler verleugnete auch Missionierung und Werbung, obwohl er mehrere Werke über den Inhalt des Urantia-Buches schrieb. 1958 veröffentlichte Sadler eine Verteidigung des Buches, unter Berufung auf seine Erfahrung Aufdeckung von Betrügereien und die Aufrechterhaltung, dass das Buch frei von Widersprüchen war. Seit seinem Tod wurden mehrere Lesegruppen, Seminare und Kirchen gegründet, um das Buch zu studieren und seine Botschaft zu verbreiten.
Die Urheberschaft der Urantia-Papiere ist umstritten. Der Journalist Brad Gooch argumentiert in seinem Profil der Urantia-Bewegung von 2002, dass Sadler der Autor des Urantia-Buchs sei, wobei er Ähnlichkeiten zwischen einigen seiner Passagen und dem Inhalt von Sadlers früheren Schriften zitiert. Gardner glaubt, dass Sadler einen Teil der Papiere geschrieben hat, aber die meisten von ihnen stark bearbeitet und überarbeitet hat. Er behauptet auch, dass Sadler sich geweigert habe, ein Material, das ihm zur Verfügung gestellt wurde, in das Buch aufzunehmen, und dass er von anderen Werken abschrieb. Ken Glasziou, ein Unterstützer der Urantia Foundation, behauptet, dass statistische Beweise für den Text und Sadlers andere Werke darauf hindeuten, dass er das Urantia-Buch nicht geschrieben oder umfassend bearbeitet hat.

## Späte Jahre
Im Jahr 1952 wurde Sadlers letztes Buch, Courtship and Love, von Macmillan Publishers veröffentlicht. Er schrieb einen anderen Titel, ein Arzt spricht mit seinem Patienten, aber nachdem es von einem Verleger abgelehnt wurde, beschloss er, mit dem Schreiben aufzuhören. Im März 1957 wurde Sadler zum Superintendenten des Barboursville State Hospital in Barboursville, West Virginia, ernannt, wo er bis Juli 1958 blieb.
Als er älter wurde, blieb Sadler im Allgemeinen gesund, mit Ausnahme eines Zustandes, der zur Entfernung eines Auges führte. Er starb am 26. April 1969 im Alter von 93 Jahren. Christensen erinnert sich, dass Sadler auf seinem Sterbebett von Freunden und Familie besucht wurde; er sprach mit ihnen von seinem Vertrauen in ein freudiges Leben nach dem Tod. Er erhielt einen Nachruf in der Chicago Tribune, der über seinen Erfolg als Arzt, aber nicht über seine Verbindung mit dem Urantia-Buch berichtete.

## Rezeption
Zum Zeitpunkt seines Todes wurde Sadler für seine genaue Vorhersage der Einführung der Organtransplantation Jahrzehnte vor der Praxis allgemein bekannt. Mitglieder der Urantia-Bewegung haben auch eine hohe Meinung von Sadler gehabt und ihn manchmal vergöttert. In ihrem 2003 erschienenen Profil der Urantia-Bewegung erklärt Lewis, dass Beschreibungen von Sadler durch Mitglieder der Bewegung darauf hindeuten könnten, dass er charismatische Autorität besaß und als „der Auserwählte“ verehrt wurde. Gooch hält Sadler für den „Moses der Urantia-Bewegung“ und bezeichnet ihn als „einen von Amerikas einheimischen religiösen Führern, ein Original nach Joseph Smith“. Er lobte auch Sadlers Schriften über Medien und beschreibt Sadlers Buch Die Wahrheit über Spiritismus als „einen der stärksten Angriffe, die je über betrügerische Medien und ihre Methoden geschrieben wurden“.
Gooch glaubt, dass es einen Widerspruch zwischen Sadlers Eintreten für Wissenschaft und Vernunft und seiner Unterstützung des avantgardistischen theologischen „interplanetarischen“ Inhalts des Urantia-Buches gibt. Gardner beschreibt Sadlers Lebensgeschichte als „fesselnd“ und fasst ihn als „intelligenten, begabten“ Menschen zusammen, der sich als „leichtgläubig“ gegenüber angeblichen übernatürlichen Offenbarungen erwies. Er behauptet, dass Sadler schließlich Größenwahn entwickelt habe, der von seinen Mitmenschen nicht erkannt wurde, und argumentiert, dass Sadler der Hybris, einer extremen Form der Selbstüberschätzung, erlag und zu glauben begann, dass er ein Prophet sei, der als Gründer und Leiter einer neuen Religion göttlich ausgewählt wurde. Lewis bestreitet diese Charakterisierung und behauptet, dass Sadler und seine Umgebung nur danach strebten, die Lehren der Bibel zu läutern und zu erklären.

## Ausgewählte Werke
- William S. Sadler: Soul winning texts: or, Bible helps for personal work. Central Bible Supply Co., Chicago 1909, OCLC 5579892.
- William S. Sadler: Worry and nervousness; or, The science of self-mastery. Chicago McClurg, 1915, OCLC 14780503.
- William S. Sadler: Physiology of faith and fear, or, The mind in health and disease. Chicago McClurg, 1915, OCLC 19675023.
- William S. Sadler: Long heads and round heads; or, What’s the matter with Germany. Chicago McClurg, 1918, OCLC 6456079.
- William S. Sadler: Race decadence: an examination of the causes of racial degeneracy in the United States. Chicago McClurg, 1922, OCLC 373314.
- William S. Sadler: The elements of pep; a talk on health and efficiency. Chicago American Health Book Concern, 1925, OCLC 11462621.
- William S. Sadler: The mind at mischief; tricks and deceptions of the subconscious and how to cope with them. Funk & Wagnalls Company, New York/London 1929, OCLC 717887.
- William S. Sadler: Theory and practice of psychiatry. The C.V. Mosby Company, St. Louis/York/London 1936, OCLC 1377525.
- William S. Sadler: Living a sane sex life. American Publishers Corporation, Chicago 1938, OCLC 5131693.
- William S. Sadler: Modern psychiatry. London 1938, OCLC 488958227.
- William S. Sadler: Courtship and love. Macmillan, New York 1952, OCLC 1454173.

## Bücher
- Saskia Praamsma, Matthew Block: The Urantia Notebook of Sir Hubert Wilkins: Fact Finder and Truth Seeker. Square Circles Publishing, 2015.
- Laura Catherine Frost: Sex Drives: Fantasies of Fascism in Literary Modernism. 2002.
- Sarah Lewis, James R. Lewis: The Invention of Sacred Tradition. 2007.